# روبرت هاريس
روبرت هاريس (بالإنجليزية: Robert H. Harris)‏ هو ممثل أمريكي، ولد في 15 يوليو 1911 بنيويورك في الولايات المتحدة، وتوفي في 30 نوفمبر 1981 بلوس أنجلوس في الولايات المتحدة بسبب توقف القلب. من الجوائز التي نالها جائزة جورج بولك ‏ سنة 1974.

## أعمال

### أفلام
- (1963) أمريكا أمريكا

## جوائز
- جائزة جورج بولك [الإنجليزية]‏ (1974)

## وصلات خارجية
- روبرت هاريس على موقع أرشيف الشارخ.
- روبرت هاريس على موقع IMDb (الإنجليزية)
- روبرت هاريس على موقع ألو سيني (الفرنسية)
- روبرت هاريس على موقع أول موفي (الإنجليزية)
- روبرت هاريس على موقع قاعدة بيانات برودواي على الإنترنت (الإنجليزية)
- روبرت هاريس على موقع قاعدة بيانات الأفلام السويدية (السويدية)
- روبرت هاريس على موقع قاعدة بيانات الفيلم (الإنجليزية)
- روبرت هاريس على موقع كينوبويسك (الروسية)